# يوحنا هونياد
يوحنا هونياد (1387 - 1456)، (بالمجرية: Hunyadi János)، قائد عسكري وسياسي مجري وحاكم محلي، وُلد في مدينة هونيدوارا شرقي مملكة المجر عام 1387م. تولّى مسئولية الدفاع عن الحدود ضد الدولة العثمانية منذ عام 1441م وحتى وفاته، وكان أحد ولاة منطقة إمارة الأردل (ترانسيلڤانيا) التاريخية ومناطق أخرى تحت المملكة المجرية ما بين سنتي 1446م و1453م. تلقى هزائم ثقيلة من العثمانيين في معارك عدة، من أشهرها هزيمته النكراء من السلطان مراد الثاني في معركة ڤارنا في 10 نوفمبر 1444م وكان يوحنا هونياد يومئذ قائداً عاماً للقوات الأوروبية فهرب من ساحة المعركة بعدما قتل العثمانيون الملك المجري فلاديسلاوس الثالث في المعركة، ثم حاول إعادة الكرَّة مرة أخرى بعد 4 سنوات إلا أنه تلقَّى هزيمة ثقيلة ثانية من السلطان مراد الثاني في معركة قوصوه الثانية في 17-20 أكتوبر 1448م وكان تحت قيادة يوحنا هونياد يومئذ ائتلاف من مملكة المجر والأفلاق فأصبحت دول البلقان المسيحية بعد هزيمته تلك غير قادرة على مقاومة العثمانيين لعقود.
يُعد يوحنا هونياد شخصية تاريخية مشهورة بين المجريين والرومانيين والصرب والبلغار ودول أخرى في المنطقة.
لُقِّب هونياد «بالفارس الأبيض»، ومنحه البابا بيوس الثاني لقب «بطل المسيح».

## حياته

شعار النبالة لهونياد.

عمل في شبابه بالتدرج في خدمة عدد من أشهر الرجال في أوروبا الشرقية والوسطى، كما قام بزيارة مدينة ميلانو حيث درس على يد فرانشيسكو سفورزا الأول أحدث الفنون الحربية المتأثرة بالنهضة الإيطالية. سطع نجمه في المجتمع الأوروبي بالانتصارات العديدة التي أنزلها بالجيوش العثمانية المتوسعة في أوروپا، حيث كان يوظف في خدمته الجيوش المحترفة المدربة بدلا من الجيوش الإقطاعية التي كانت تعتمد على التجنيد الإجباري، كما اعتاد على استخدام تكتيكات جديدة لم تعتد الجيوش الأوروبية في عصره على استخدامها مثل عربة الحرب.
استعمل الكثير من ممتلكاته وأمواله لتهيئة الجيوش في سبيل صد العثمانيين في البلقان. جعلته انتصاراته يرتقي منصبا عاليا في المملكة المجرية، وتملك مساحات شاسعة من الأراضي الزراعية والمدن والقلاع، وكان نفوذه الأكبر في بلاده بحيث أنه لم يضاهه أي نفوذ آخر، ومنحه البابا بيوس الثاني لقب «بطل المسيح». لم يكرِّس قوته في سبيل السيطرة على عرش المجر التي كان يمتد نفوذها إلى رومانيا المعاصرة وأجزاء من البلقان وغيرها.
كان يوحنا هونياد ابناً غير شرعي لملك المجر السابق ثم أصبح قائداً للمجر، وكان كاثوليكياً متعصباً هدفه الأوحد هو إخراج العثمانيين من البلقان ومن أوروپا. درس تكتيك الحرب العثماني بصورة جيدة وتمكن بهذا من الانتصار على بضعة جيوش عثمانية سارت إليه، إلا أن الهزائم الثِّقال لاحقته من العثمانيين وبخاصة السلطان مراد الثاني.

## معاركه ضد العثمانيين

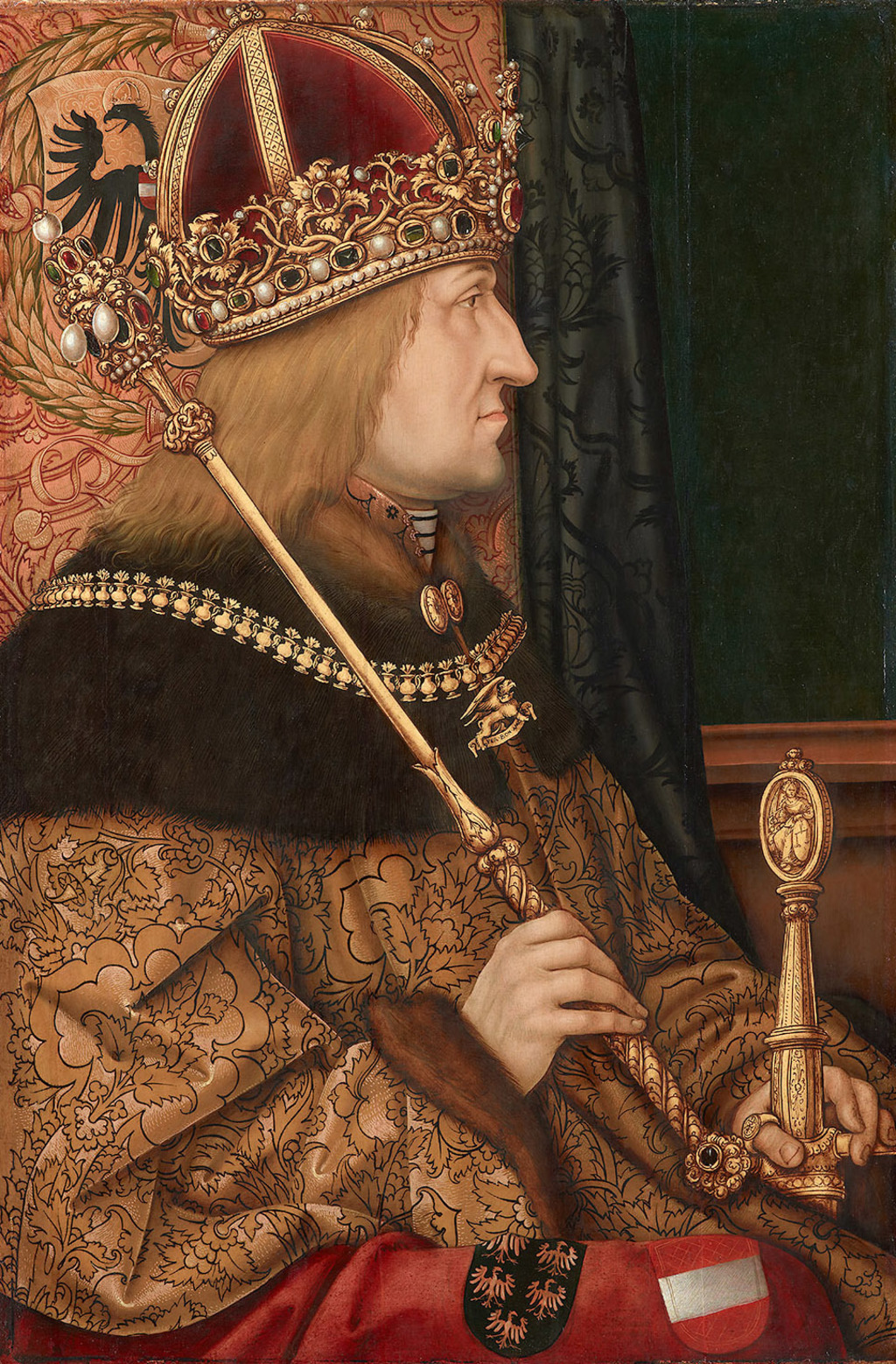
القيصر فريدريك الثالث ابن إرنست الحديدي دوق النمسا من آل هابسبورغ وحاكم مقاطعات ستيريا وكارينثيا وكارنيولا التي تمثل الأجزاء الرئيسية من دوقية النمسا الداخلية، سلَّم حُكم المجر من هونياد الذي كان وصياً على عرش المجر إلى الملك الطفل اليافع «لاديسلاوس اليتيم» عام 1452م.

انتصر يوحنا هونياد على العثمانيين في بضع معارك، إلا أنه هُزم أكثر من مرة هزيمة مُنكرة وتلقى هزائم تاريخية ثقيلة في المعارك الكبرى على يد السلطان مراد الثاني وابنه السلطان محمد الفاتح.
من أشهر المعارك التي خسرها «معركة ڤارنا» التي وقعت في 10 نوفمبر 1444م، والتي قاد فيها قوات أوروبية شاركت فيها مملكة المجر ومملكة بولندا والاتحاد الكرواتي المجري والتاج البوهيمي (التشيك حالياً) ودوقية ليتوانيا الكبرى و«الأفلاق» (جزء من رومانيا حالياً) وإمارة مولدافيا (جزء من رومانيا حالياً) والمتمردين البلغار والإمبراطورية الرومانية المقدسة والدولة البابوية وإمارة نظام فرسان التيوتون، ضد العثمانيين بقيادة السلطان مراد الثاني، فانهزم فيها يوحنا هونياد وفرّ من ميدان المعركة وقُتل في تلك المعركة حوالي 15 ألف مقاتل من قوات الجيوش الأوروبية، وقُتل فيها الملك المجري فلاديسلاوس الثالث، كما قُتل المبعوث البابوي «جوليان سيزاريني» الذي كان أحد المخططين الرئيسيين لحملة ڤارنا الصليبية.
بعد الهزيمة المُريعة للصليبيين في معركة ڤارنا يوم 28 رجب 848هـ الموافق في 10 نوڤمبر 1444م، قضى هونياد عام 1445م في حل الشؤون الداخلية، ثم في عام 1446م اضطر إلى تنظيم حملة في «ستيريا» (بالألمانية: Steiermark)(بالإنجليزية: Styria) الواقعة بجنوب شرق النمسا بالقرب من سلوفينيا، ضد أولريتش الثاني (بالألمانية: Ulrich II von Cilli) كونت «تسيليه» (توجد حالياً في سلوڤينيا).
قام هونياد عام 1446م بعد أن أصبح حاكماً للمجر بمهاجمة أراضي «تسيليه» في كرواتيا-سلوڤينيا؛ ومع ذلك فقد تم كسر قوته في معركة كوسوڤو الثانية عام 1448م ضد العثمانيين، واستطاع بعدها الكونت أولريتش الثاني قيادة حملة ناجحة في المجر عام 1450م، إسمياً لمصلحة هابسبورغ، ثم دفع بعدها القيصر فريدريك الثالث (من أسرة هابسبورج) ليقوم بتسليم حُكم المجر من هونياد الذي كان وصياً على العرش ويُسلِّمها إلى الملك الطفل اليافع «لاديسلاوس اليتيم» عام 1452م.

## تكرار فراره من معاركه أمام العثمانيين

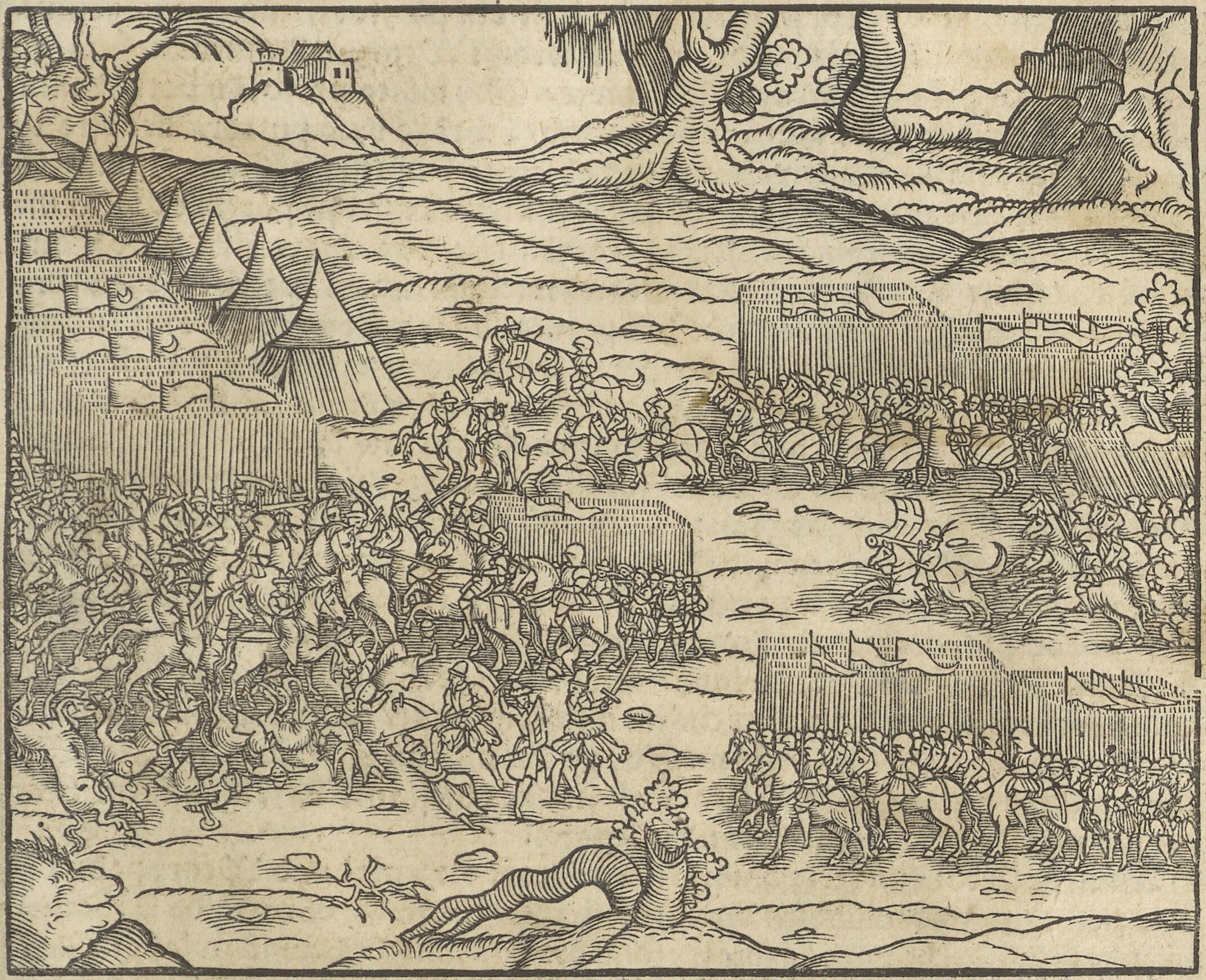
رسم لإحدى المعارك

تكرر فرار هونياد من أرض المعركة، في المعارك مع العثمانيين.
ففي معركة ڤارنا 1444م، استطاع يوحنا هونياد بالكاد أن يفرّ من ساحة المعركة ببعض الصعوبة ونجا يومها من الوقوع في الأسر.
وفي معركة كوسوڤو الثانية 1448م، فرّ هونياد ثانيةً من المعركة في اليوم الثاني متنكّراً في زيّ جندي بسيط ومُدركًا أن جيشه سيُهزم لا محالة، تاركاً جيشه بدون خطة انسحاب أو قيادة، وتاركاً المشاة الصليبيين لمصيرهم المحتوم. إلا أنه هذه المرة قبض عليه برانكوڤيتش حاكم الصرب المسيحي المناصر للعثمانيين، أثناء مروره بالأراضي الصربية محاولا العودة إلى دياره، وسجنه ولكن لم يسلمه للعثمانيين.

## عزله عن وصاية عرش المجر
صار بين أولريتش الثاني كونت «تسيليه» وبين عائلة هونياد المجرية عداءٌ متبادل سببه:
1. شعور يوحنا هونياد بالمرارة جراء حملته الفاشلة على العثمانيين وهزيمته في معركة ڤارنا عام 1444م بينما بقي أولريتش الثاني خاملاً لم يعاون الصليبيين في تلك الحملة.
2. كُره أولريتش الثاني لهونياد بسبب رفض الأخير الاعتراف بمطالبة أولريتش الثاني لعرش البوسنة بعد وفاة ملك البوسنة تڤرتكو الثاني (Tvrtko II) عام 1443م.

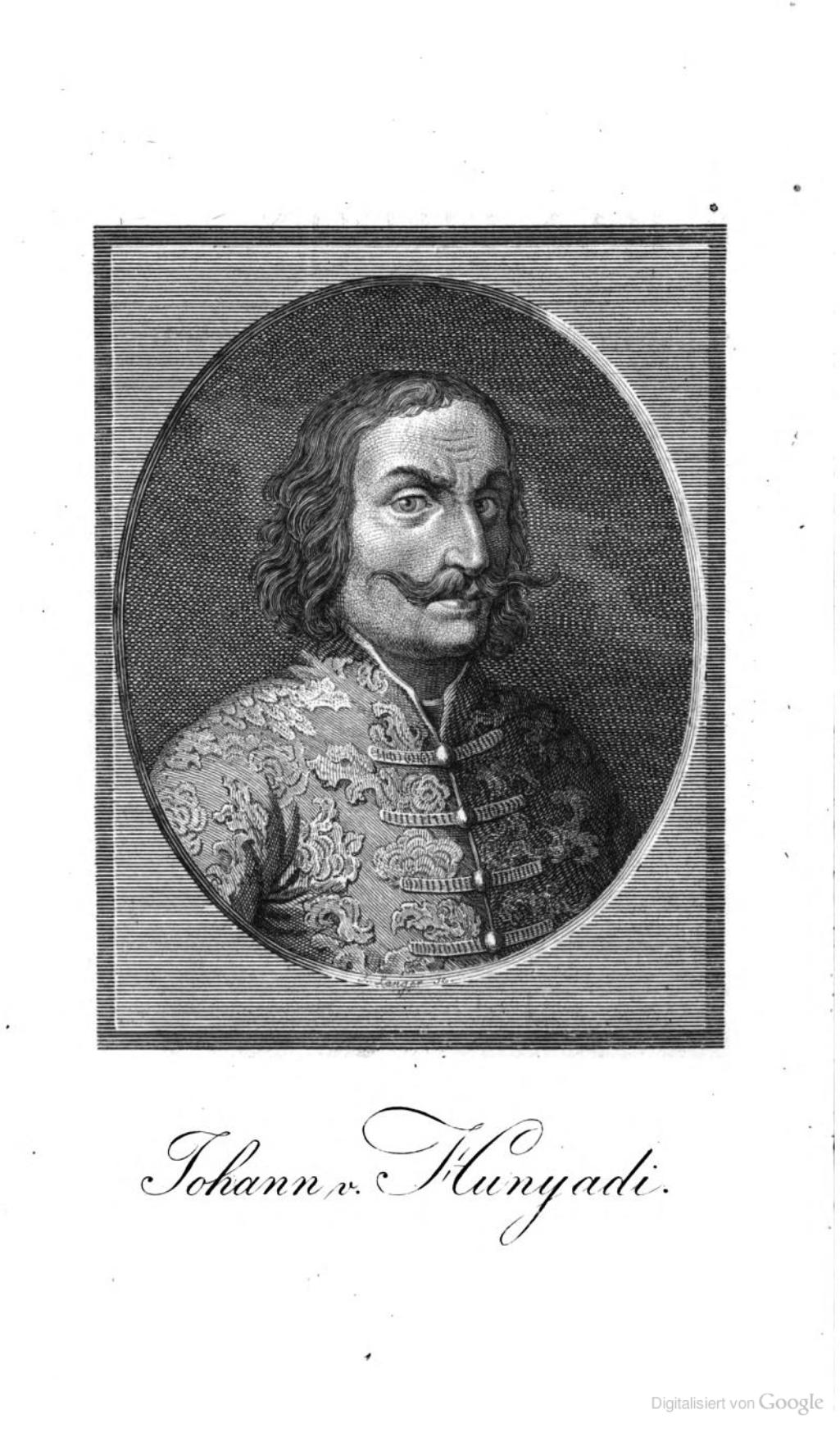
يوحنا هونياد. رسم بتاريخ 1807م

ولذلك قام هونياد عام 1446م بعد أن أصبح حاكماً للمجر بمهاجمة أراضي «تسيليه» في كرواتيا-سلوڤينيا؛ ولكن كُسرت قوته في معركة كوسوڤو الثانية عام 1448م ضد العثمانيين.
بعد هزيمة معركة كوسوڤو الثانية قاد الكونت أولريتش الثاني حملة ناجحة في المجر عام 1450م، إسمياً لمصلحة هابسبورغ، وقام بدفع القيصر فريدريك الثالث (من أسرة هابسبورج) حتى نقل حُكم المجر من هونياد الذي كان وصياً على العرش وسلِّمها إلى الوريث الشرعي الملك الطفل «لاديسلاوس اليتيم» عام 1452م.

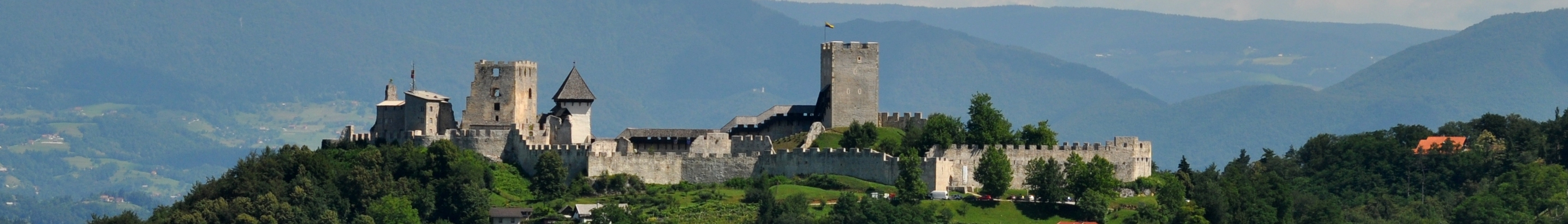
قلعة «تسيليه».

## وفاته
توفي يوحنا هونياد أثناء حملة عسكرية ضد القوات العثمانية في 11 أغسطس 1456م، ودُفن في مدينة البا يوليا في وسط رومانيا عاصمة محافظة البا في إقليم ترانسيلفانيا (إمارة الأردل).

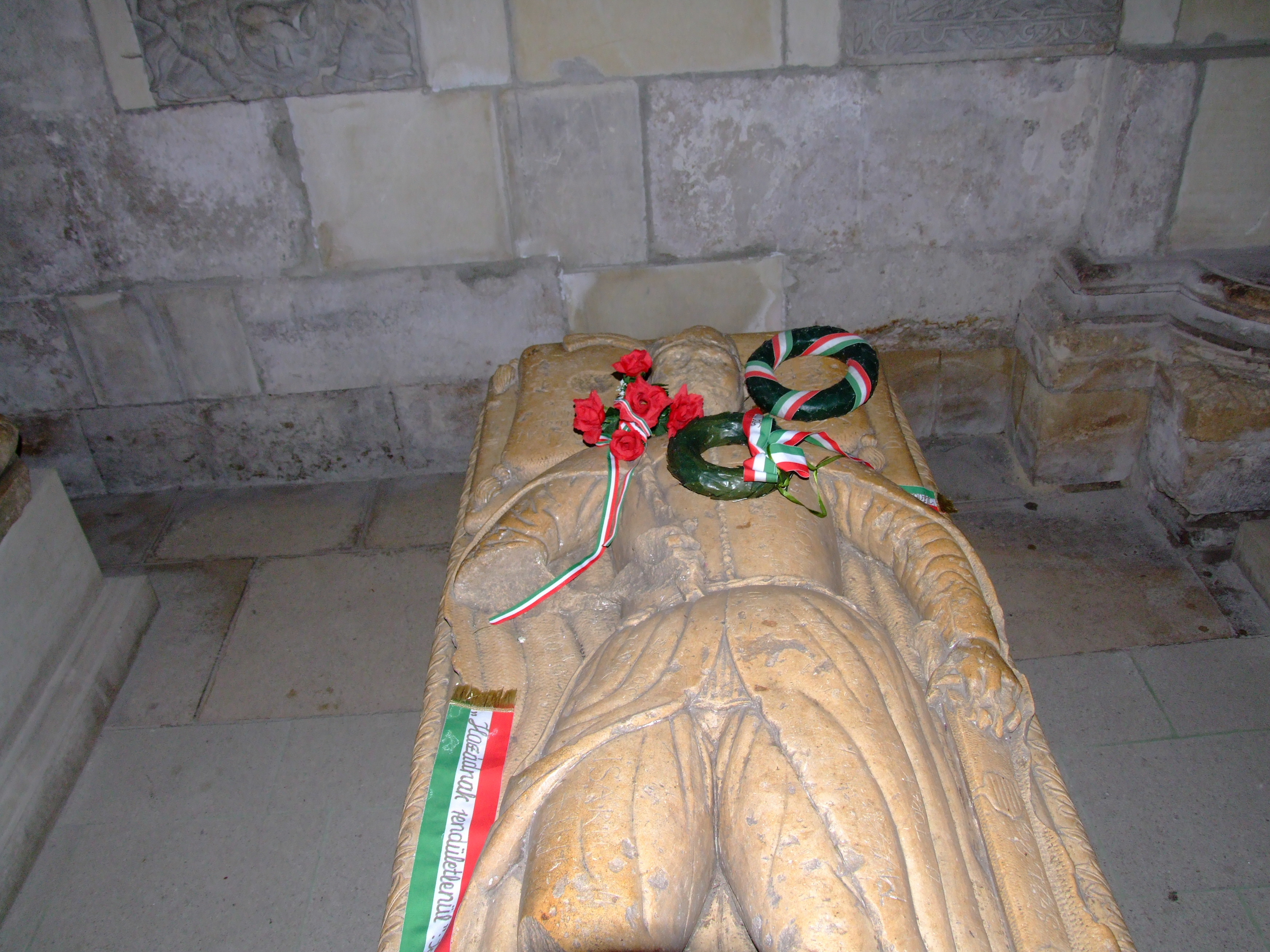
قبر يوحنا هونياد.